# Stor-Sautjärnen
Stor-Sautjärnen är en sjö i Bräcke kommun i Jämtland och ingår i Ljungans huvudavrinningsområde. Sjön har en area på 0,0636 kvadratkilometer och ligger 401 meter över havet.

## Delavrinningsområde
Stor-Sautjärnen ingår i det delavrinningsområde (694928-145564) som SMHI kallar för Mynnar i Vitbergsbäcken. Medelhöjden är 434 meter över havet och ytan är 4,13 kvadratkilometer. Det finns inga avrinningsområden uppströms utan avrinningsområdet är högsta punkten. Vattendraget som avvattnar avrinningsområdet har biflödesordning 5, vilket innebär att vattnet flödar genom totalt 5 vattendrag innan det når havet efter 248 kilometer. Avrinningsområdet består mestadels av skog (91 procent). Avrinningsområdet har 0,07 kvadratkilometer vattenytor vilket ger det en sjöprocent på 1,6 procent.